# Adolf Gröber

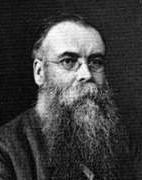
Adolf Gröber.

Adolf Gröber, född 11 februari 1854 i Riedlingen i Württemberg, död 19 november 1919 i Berlin, var en tysk jurist och politiker.
Gröber inträdde 1878 i württembergsk statstjänst, var länge Landgerichtsrat i Heilbronn, från 1907 Landgerichtsdirektor där samt invaldes 1887 i tyska riksdagen och 1889 i württembergska lantdagen, vilka han tillhörde till november 1918. Som parlamentariker var han en av Centrumpartiets mest framträdande män, ledde många år partiet i Württembergs lantdag och sedan augusti 1917 även i riksdagen, där han ytterst flitigt deltog i utskottsarbetet och i de stora plenidebatterna. 
Gröber var under perioden 5 oktober till 9 november 1918 statssekreterare utan portfölj i den parlamentariska ministär som leddes av Max av Baden. År 1919 blev han ledamot av tyska nationalförsamlingen och ordförande för dess centerparti samt hade avsevärd andel i utformningen av Weimarrepublikens författning. Han var slagfärdig i debatten och utpräglat demokratisk till sin politiska uppfattning. I de tyska romerska katolikernas föreningsväsen spelade han en ledande roll.